# قطعنامه ۱۰۵۴ شورای امنیت
قطعنامه ۱۰۵۴ شورای امنیت سازمان ملل متحد که در تاریخ ۲۶ آوریل ۱۹۹۶ تصویب شد، سندی بین‌المللی دربارهٔ نامه‌ای از اتیوپی به رئیس شورای امنیت در مورد سودان است. این قطعنامه طی نشست ۳۶۶۰ام با ۱۳ رای موافق، ۰ مخالف و ۲ ممتنع تصویب شد.